# Szlovákiai görögkatolikus egyház
A szlovákiai görögkatolikus egyház bizánci rítusú katolikus egyház Szlovákiában Rómával egységben. A CNEWA (Katolikus Közel-Kelet Jóléti Társaság) statisztikái alapján 2005-ben 225 000 hívő tartozott az egyházhoz.

## Felépítése
A szlovákiai görögkatolikus egyháztartomány:
- Eperjesi archieparchia
  - Pozsonyi eparchia
  - Kassai eparchia

Szlovákián kívül található szlovák görögkatolikus egyház a torontói szlovák eparchia (közvetlenül a Szentszék alá rendelve).

## Története

### 1918-ig
bővebben lásd a Ruszin görögkatolikus egyház cikknél.
1646-ban a ruszinok (rutének) az ungvári unióban kimondták egyesülésüket Rómával. A mai szlovák és magyar görögkatolikus egyház hívei is lényegében egykori ruszinokból kerültek ki. Ez alól csak a későbbiekben csatlakozott néhány település képez kivételt. A Magyar Királyságban nem voltak külön részegyházaik a magyaroknak, szlovákoknak és a ruszinoknak. A ruszinok nemzetiségi öntudata már a 18–19. században sem volt erős, ennek következtében erősen elszlovákosodtak vagy elmagyarosodtak.

### 1918után

Szlovákia görög rítusú egyházmegyéi - a pozsonyi egyházmegyében
feketével vannak jelölve az önálló egyházközségek
narancssárgával azon helyek, melyeken liturgiát tartanak, de nem önállóak
halványkékkel a jövőben kialakítandó új egyházközségek

Az egyházakkal kapcsolatos problémákat az első világháború hozta meg. Mindkét egykori ruszin görögkatolikus püspökség (Eperjes, Munkács) is csehszlovák uralom alá került. A Csehszlovák Köztársaság megnehezítette a katolikusok életét. Novák István eperjesi püspököt a legtöbb latin rítusú püspökhöz hasonlóan kitagadták. Helyére csak 1927-ben neveztek ki új püspököt Gojdics Péter Pál személyében. Addig Russnák Miklós és Nyáradi Dénes végeztek adminisztrátori feladatokat. A csehszlovák hatalom azonban szívesebben ápolt jó kapcsolatokat az ortodox kereszténységgel, mint a katolikusokkal. Így a görögkatolikus híveket arra buzdították, hogy utasítsák el az uniót Rómával. A mozgalom nem ért el nagy sikert, de ez volt az első komoly támadás a görögkatolikus egyház ellen. XI. Piusz pápa 1937. szeptember 2-án Ad ecclesiastici regiminis incrementum apostoli bullájában megszünteti az eperjesi és munkácsi püspökség függését a magyar egyházmegyéktől és közvetlenül a Szentszék alá rendeli őket. A második világháború után Munkácsot a Szovjetunióhoz csatolják. Csehszlovákiában csak az eperjesi püspökség marad meg a görögkatolikusok igazgatására. 1950 áprilisában összehívják az eperjesi "Szobort" (gyűlés), melyen a kommunista hatóságok felszámolják a görögkatolikus egyházat, és minden vagyonát a moszkvai patriarchátus által képviselt görögkeleti egyház veszi át. A görögkatolikusok legnagyobb része ezt elutasította. Két legfőbb képviselőjüket boldog Gojdics Péter Pált és boldog Hopko Vazult letartóztatták. Enyhülést csak 1968 hozott, amikor újra engedélyezték a görögkatolikus egyházat. Ingatlanjait azonban nem kapta vissza, közösen használhatta az ortodox egyházzal. A meglévő 292 egyházközség közül 205 támogatta a Rómával való unió visszaállítását. Ezt a változás aztán a szovjet invázió után is megmaradt. 1980. október 13-án II. János Pál pápa létrehozta a torontói szlovák eparchiát, melyet a torontói ukrán görögkatolikus eparchiától különített el. A rendszerváltozás után az egyház helyzete javult, bár birtokait csak 1993-ban kapta vissza. Ezután a templomok közös használatát felszámolták és az ortodox híveket kiutasították a templomokból. Csehszlovákia szétválásával Csehországban maradt mintegy 9000 hívő, akik számára 1996-ban apostoli exarchátust hozott létre II. János Pál pápa. 1997-ben II. János Pál pápa apostoli exarchátust hozott létre Kassán kassai görögkatolikus exarchátus néven. 2008. január 30-án XVI. Benedek pápa megalapította a pozsonyi székhelyű görögkatolikus püspökséget, ezzel egyidőben egyházmegyei rangra emelte a kassai apostoli exarchátust, és az addigi eperjesi görögkatolikus püspökséget érsekséggé emelte, így létrejött a szlovákiai görögkatolikus egyháztartomány, mely az előbbi három egyházmegyéből áll.
A szlovákiai görögkatolikus egyháztartomány:
- Eperjesi archieparchia
  - Pozsonyi eparchia
  - Kassai eparchia

Az új egyházmegyei felosztás ellenérzéseket váltott ki a szlovákiai magyar kisebbségen kívül a rutén kisebbségből is. Míg a magyarok a latin rítusú egyházmegyék elrendezését és magyar püspök hiányát kifogásolják, addig a rutének elsősorban azt, hogy az 1950-es évek óta fennálló állapoton (ettől fogva nem tartanak ruszin nyelvű görögkatolikus istentiszteletet) nem kívánnak változtatni. Az eperjesi görögkatolikus főegyházmegye elutasítja a ruszinok ezen kérését.